# Gundedu, Srinivaspur
Gundedu là một làng thuộc tehsil Srinivaspur, huyện Kolar, bang Karnataka, Ấn Độ.